# Unidos da 24 de Maio
GRES Unidos de 24 de maio é uma escola de samba de Petrópolis, Rio de Janeiro. Fundada pelo sambista Zé Lameira, é uma das mais tradicionais agremiações carnavalescas da cidade.
Em novembro de 2010, foi realizada em sua quadra a posse do novo presidente da liga carnavalesca da cidade, que anunciou a gravação de Cd com os sambas de enredo para 2011.

## Carnavais
| Ano  | Colocação | Grupo | Enredo                                                                                     | Ref |
| ---- | --------- | ----- | ------------------------------------------------------------------------------------------ | --- |
| 2009 | Campeã    | 1     | Yes, nós temos o samba                                                                     |     |
| 2010 | Campeã    | 1     | Batalha das flores na festa da libertação, quebrando correntes estava extinta a escravidão |     |
| 2012 | Campeã    | 1     | Amazonas, gigante pela própria natureza                                                    |     |